# Гней Фульвий Центумал (консул 211 года до н. э.)
Гней Фу́львий Центума́л (лат. Gnaeus Fulvius Centumalus; родился, по одной из версий, в 245 году до н. э. — погиб в 210 году до н. э. близ Гердонии, Апулия) — древнеримский военачальник и политический деятель из плебейского рода Фульвиев Центумалов, консул 211 года до н. э. Участвовал во Второй Пунической войне и погиб в сражении при Гердонии.

## Происхождение
Гней Фульвий принадлежал к плебейскому роду Фульвиев, представители которого переехали в Рим из Тускулума в середине IV века или немного позже и впервые достигли консульства в 322 году до н. э. Согласно Капитолийским фастам, отец и дед Гнея Фульвия носили тот же преномен — Гней. Отец — это консул 229 года до н. э.; о деде известно только то, что он был сыном Гнея Фульвия Максима Центумала, консула 298 года до н. э., чей брат был родоначальником Фульвиев Нобилиоров.

## Биография
Карьера Гнея Фульвия пришлась на Вторую Пуническую войну. В 214 году до н. э. он был курульным эдилом и в этом качестве организовал вместе со своим коллегой Публием Семпронием Тудитаном четырёхдневные сценические игры — первые в истории Рима. Уже в следующем году он получил претуру и два легиона, с которыми действовал против карфагенян в районе Свессулы в Кампании; известно, что он вёл переговоры с капуанской аристократией, думавшей о переходе на сторону Рима.
В 211 году до н. э. Гней Фульвий стал консулом совместно с патрицием Публием Сульпицием Гальбой Максимом. Основные события этой кампании развернулись под Капуей, но там командовали двое проконсулов, а Гальбе и Центумалу сенат приказал оставаться в Апулии для противодействия Ганнибалу. Но после взятия Капуи ситуация в Италии заметно улучшилась, и поэтому было решено, что один из консулов отправится на балканский театр военных действий. Соответствующий жребий выпал Гальбе Максиму, так что Центумал получил единоличное командование в Апулии. Здесь он остался и в следующем году, уже с полномочиями проконсула.
Узнав, что жители Гердонии хотят перейти на сторону Рима, Гней Фульвий привёл армию к этому городу. Он знал, что Ганнибал ушёл в Бруттий, а потому вёл себя беспечно; остался неучтённым печальный опыт его сородича, Гнея Фульвия Флакка, который двумя годами ранее потерял под Гердонией почти всю армию. Римляне разбили лагерь в неудобном месте и не позаботились о сторожевых постах. Ганнибал форсированным маршем подошёл к городу; тогда Центумал вывел армию из лагеря и двинул её в бой. Римская пехота, выстроенная в две линии, отважно сражалась, но вражеская конница предприняла глубокий обход, захватила лагерь, а потом ударила в тыл. В результате армия Гнея Фульвия была уничтожена практически полностью: погибло, по одним данным, 7 тысяч воинов, по другим — 13 тысяч. В числе павших оказались 11 военных трибунов и сам проконсул.

## Потомки
У Гнея Фульвия был сын Марк, претор 192 года до н. э.